# Xã Vermont, Quận Fulton, Illinois
Xã Vermont (tiếng Anh: Vermont Township) là một xã thuộc quận Fulton, tiểu bang Illinois, Hoa Kỳ. Năm 2010, dân số của xã này là 974 người.